# Tall Dżuma
Tall Dżuma (arab. تل جمعة) – miejscowość w Syrii, w muhafazie Al-Hasaka. W 2004 roku liczyła 1260 mieszkańców.